# Cephonodes janus
Cephonodes janus is een vlinder uit de familie van de pijlstaarten (Sphingidae). De wetenschappelijke naam van de soort werd in 1891 gepubliceerd door Miskin.